# Jelena Nikolajewna Nikolajewa

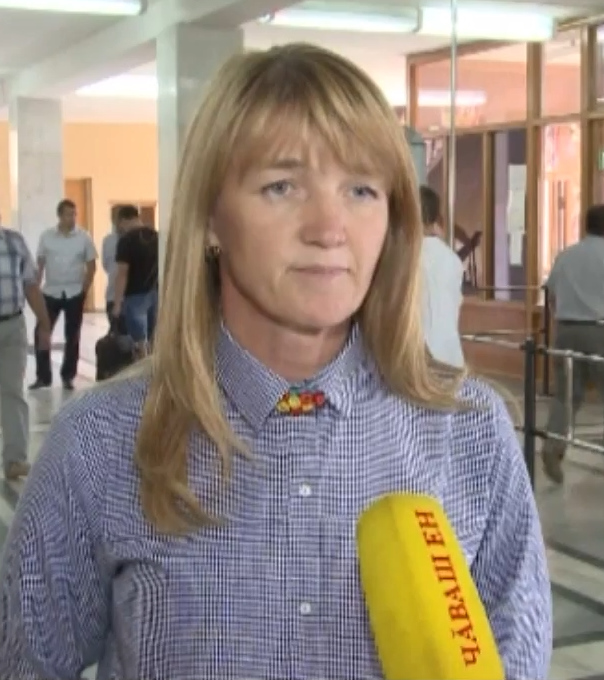
Jelena Nikolajewna Nikolajewa (2016)

Jelena Nikolajewna Nikolajewa (russisch Елена Николаевна Николаева, geb. Kusnezowa, engl. Transkription Yelena Nikolayeva; * 1. Februar 1966 im Dorf Akschiki, Tschuwaschien, Sowjetunion) ist eine russische Leichtathletin, die ihre Karriere in der Sowjetunion begann. Bei einer Körpergröße von 1,64 m betrug ihr Wettkampfgewicht 58 kg.

## Karriere
Ihre Karriere begann Jelena Nikolajewa für die Sowjetunion im 10-km-Gehen, wo sie 1987 Fünfte der Weltmeisterschaften wurde. Ebenfalls Fünfte wurde Nikolajewa bei den Hallenweltmeisterschaften 1991 über 3000 Meter. Beim ersten olympischen Gehwettbewerb für Frauen 1992 in Barcelona gewann sie Silber über 10 Kilometer, wobei sie in 44:33 min nur eine Sekunde Rückstand auf die Chinesin Chen Yueling hatte.
1993 wurde Nikolajewa, ab jetzt für Russland antretend, Hallenweltmeisterin über 3000 Meter, im Freien belegte sie bei den Weltmeisterschaften den siebten Platz. 1994 wurde sie bei den Halleneuropameisterschaften Vierte, bei den Europameisterschaften im Freien gewann sie in 42:43 min Bronze, zeitgleich mit der zweitplatzierten Italienerin Annarita Sidoti und sechs Sekunden hinter der Finnin Sari Essayah.
Ebenfalls Bronze gewann Nikolajewa 1995 bei den Weltmeisterschaften in 42:20 min zeitgleich vor Sari Essayah, aber sieben Sekunden hinter der Siegerin Irina Stankina aus Russland und vier Sekunden hinter Elisabetta Perrone aus Italien. Bei den Olympischen Spielen 1996 in Atlanta wurde sie Olympiasiegerin im 10-km-Gehen in 41:49 min und hatte dabei 23 Sekunden Vorsprung auf Elisabetta Perrone. 1997 wurde Nikolajewa Neunte bei den Weltmeisterschaften, die 1997 einmalig auf der Bahn ausgetragen wurde.
Ab 1999 wurde die Strecke bei den Frauen verlängert. Im 20-km-Gehen belegte Nikolajewa bei den Weltmeisterschaften 1999 den zwölften Platz.
Bei den Europameisterschaften 2002 in München gewann Nikolajewa ihre erste Medaille auf der langen Strecke, als sie in 1:28:20 h Silber hinter ihrer Landsfrau Olimpiada Iwanowa (1:26:42 h) gewann. Bei den Weltmeisterschaften 2003 in Paris/Saint-Denis gewann Nikolajewa in 1:26:52 h Gold vor der Irin Gillian O’Sullivan in 1:27:34 h. Bei den Olympischen Spielen 2004 kam Nikolajewa auf Platz 17 an.

## Bestzeiten
- 10 Kilometer Gehen: 41:04 min (1996)
- 20 Kilometer Gehen: 1:26:22 h (2003)